# Generální gouvernement Varšava
Generální gouvernement Varšava (německy Generalgouvernement Warschau, polsky Generalne gubernatorstwo Warszawskie) byla civilní správní jednotka vytvořena Německým císařstvím během první světové války a existující v letech 1915 až 1918. Oblast byla jednou z částí regentského Polského království a zahrnovala severozápadní části bývalého ruského Poviselského kraje, který pokrýval téměř celou polovinu polského území.